# Copa do Caribe de 2010
A Copa do Caribe 2010 foi a competição disputada pelas nações da região do Caribe da CONCACAF, que também inclui nações da América Central e do Norte. A Fase Final teve como país anfitrião Martinica. Martinica foi escolhida sede por votação após concorrer com Guadalupe e Barbados.
Os quatro primeiros colocados disputarão a Copa Ouro da CONCACAF de 2011.

## Nações participantes
Um total de 23 nações entraram na competição. Aruba inicialmente tinha entrado, mas desistiu pouco antes do início do torneio, diminuindo do total inicial de 24 participantes. Sete equipes CFU - Aruba, Bahamas, Bermudas, Guiana Francesa, Saint Maarten, Ilhas Turks e Caicos e Ilhas Virgens Americanas - não entraram.
Martinica e Jamaica já entraram na Fase Final por serem respectivamente o anfitrião e o campeão da edição 2008. As seis melhores seleções classificadas no torneio anterior classificaram-se diretamente para a segunda pré-eliminatória: Granada, Guadalupe, Cuba, Haiti, Trinidad e Tobago, Antígua e Barbuda. Todos as seleções restantes foram sorteadas para primeira pré-eliminatória.

## Primeira Pré-Eliminatória (Grupos)

### Grupo A
Sede: Porto Rico - 2 a 6 de Outubro.
| Seleção              | Pts | J | V | E | D | GP | GC | SG |
| -------------------- | --- | - | - | - | - | -- | -- | -- |
| Porto Rico           | 9   | 3 | 3 | 0 | 0 | 7  | 1  | +6 |
| Ilhas Caimã          | 4   | 3 | 1 | 1 | 1 | 5  | 4  | +1 |
| Anguila              | 3   | 3 | 1 | 0 | 2 | 4  | 8  | -4 |
| São Martinho Francês | 1   | 3 | 0 | 1 | 2 | 2  | 5  | -3 |

| 2 de outubro de 2010 | São Martinho Francês | 1 — 0     | Ilhas Caimã         | Estadio Juan Ramón Loubriel, Bayamón        |
| 19:00 (UTC-4)        | Virgile 55'          | Relatório | P. Brown 24' (pen.) | Público: 600 Árbitro: JAM Courtney Campbell |

| 2 de outubro de 2010 | Porto Rico                       | 3 — 1     | Anguila                  | Estadio Juan Ramón Loubriel, Bayamón     |
| 21:00 (UTC-4)        | Hansen 28' · Megaloudis 32', 81' | Relatório | A. Richardson 52' (pen.) | Público: 2,050 Árbitro: JAM Kevin Thomas |

| 4 de outubro de 2010 | Ilhas Caimã                                           | 4 — 1     | Anguila    | Estadio Juan Ramón Loubriel, Bayamón |
| 19:00 (UTC-4)        | M. Ebanks 45+2' (pen.), 48' · Wood 56' · P. Brown 58' | Relatório | Brooks 33' | Público: 500 Árbitro: TRI Lee Davis  |

| 4 de outubro de 2010 | Porto Rico               | 2 — 0     | São Martinho Francês | Estadio Juan Ramón Loubriel, Bayamón        |
| 21:00 (UTC-4)        | Krause 25' · Arrieta 79' | Relatório |                      | Público: 1,800 Árbitro: JAM Valdin Legister |

| 6 de outubro de 2010 | Anguila                  | 2 — 1     | São Martinho Francês | Estadio Juan Ramón Loubriel, Bayamón |
| 19:00 (UTC-4)        | Brooks 16' · Rodgers 37' | Relatório | Virgile 14'          | Público: 500 Árbitro: TRI Lee Davis  |

| 6 de outubro de 2010 | Porto Rico                    | 2 — 0     | Ilhas Caimã | Estadio Juan Ramón Loubriel, Bayamón          |
| 21:00 (UTC-4)        | Megaloudis 25' · Figueroa 88' | Relatório |             | Público: 3,800 Árbitro: JAM Courtney Campbell |

### Grupo B
Sede: São Vicente e Granadinas - 6 a 10 de Outubro.
| Seleção                  | Pts | J | V | E | D | GP | GC | SG  |
| ------------------------ | --- | - | - | - | - | -- | -- | --- |
| São Cristóvão e Neves    | 5   | 3 | 1 | 2 | 0 | 6  | 2  | +4  |
| São Vicente e Granadinas | 5   | 3 | 1 | 2 | 0 | 8  | 1  | +7  |
| Barbados                 | 5   | 3 | 1 | 2 | 0 | 6  | 1  | +5  |
| Monserrate               | 0   | 3 | 0 | 0 | 3 | 0  | 16 | -16 |

- São Cristóvão e Neves classificou-se à frente de São Vicente e Barbados pelo número de gols marcados nos confrontos diretos. Os três jogos disputados entre as equipes foram empates. São Cristóvão e Neves marcaram mais gols (2) que São Vicente e Barbados (1 cada) nos empates entre eles.

| 6 de outubro de 2010 | Barbados         | 1 — 1     | São Cristóvão e Neves | Victoria Park, Kingstown                  |
| 17:00 (UTC-4)        | Ra. Williams 14' | Relatório | G. Isaac 62'          | Público: 250 Árbitro: SUR Jermain Elskamp |

| 6 de outubro de 2010 | São Vicente e Granadinas                                                              | 7 — 0     | Monserrate | Victoria Park, Kingstown                   |
| 19:00 (UTC-4)        | S. Samuel 26' (pen.), 27', 67' · Francis 56' · Stewart 64' · Balcombe 70' · Snagg 89' | Relatório |            | Público: 5,000 Árbitro: SUR Antonius Pinas |

| 8 de outubro de 2010 | Monserrate | 0 — 5     | Barbados                                                     | Victoria Park, Kingstown                 |
| 18:00 (UTC-4)        |            | Relatório | Forde 18', 82' · Ri. Williams 36' · Adamson 52' · Atkins 90' | Público: 350 Árbitro: SUR Antonius Pinas |

| 8 de outubro de 2010 | São Vicente e Granadinas | 1 — 1     | São Cristóvão e Neves | Victoria Park, Kingstown                    |
| 20:30 (UTC-4)        | James 73'                | Relatório | Francis 40'           | Público: 4,000 Árbitro: ANT Javier Jauregui |

| 10 de outubro de 2010 | São Cristóvão e Neves                   | 4 — 0     | Monserrate | Victoria Park, Kingstown                    |
| 18:00 (UTC-4)         | Saddler 17', 31' · Gumbs 20' · Lake 90' | Relatório |            | Público: 1,100 Árbitro: SUR Jermain Elskamp |

| 10 de outubro de 2010 | São Vicente e Granadinas | 0 — 0     | Barbados | Victoria Park, Kingstown                    |
| 20:30 (UTC-4)         |                          | Relatório |          | Público: 5,420 Árbitro: ANT Javier Jauregui |

### Grupo C
Sede: Suriname - 13 a 17 de Outubro.
| Seleção               | Pts | J | V | E | D | GP | GC | SG |
| --------------------- | --- | - | - | - | - | -- | -- | -- |
| Guiana                | 9   | 3 | 3 | 0 | 0 | 6  | 2  | +4 |
| Suriname              | 6   | 3 | 2 | 0 | 1 | 4  | 4  | 0  |
| Antilhas Neerlandesas | 1   | 3 | 0 | 1 | 2 | 5  | 7  | -2 |
| Santa Lúcia           | 1   | 3 | 0 | 1 | 2 | 3  | 5  | -2 |

| 13 de outubro de 2010 | Guiana    | 1 — 0     | Santa Lúcia | André Kamperveen Stadion, Paramaribo |
| 19:00 (UTC-3)         | Bourne 9' | Relatório |             | Público: 500 Árbitro: TRI Lee Davis  |

| 13 de outubro de 2010 | Suriname                          | 2 — 1     | Antilhas Neerlandesas | André Kamperveen Stadion, Paramaribo   |
| 21:00 (UTC-3)         | Vlijter 37' · Aloema 90+1' (pen.) | Relatório | Pauletta 81'          | Público: 800 Árbitro: ATG Bryan Willet |

| 15 de outubro de 2010 | Antilhas Neerlandesas            | 2 — 3     | Guiana                              | André Kamperveen Stadion, Paramaribo    |
| 19:00 (UTC-3)         | Anastatia 74' (pen.) · Kunst 84' | Relatório | Peters 15' · Abrams 45' · Moore 57' | Público: 750 Árbitro: SKN James Matthew |

| 15 de outubro de 2010 | Suriname                         | 2 — 1     | Santa Lúcia | André Kamperveen Stadion, Paramaribo        |
| 21:00 (UTC-3)         | Rijssel 14' · Vlijter 38' (pen.) | Relatório | Polius 77'  | Público: 750 Árbitro: DMA Ignatius Baptiste |

| 17 de outubro de 2010 | Santa Lúcia    | 2 — 2     | Antilhas Neerlandesas               | André Kamperveen Stadion, Paramaribo     |
| 19:00 (UTC-3)         | Polius 7', 36' | Relatório | Trenidad 30' · Anastatia 89' (pen.) | Público: 2,800 Árbitro: ATG Bryan Willet |

| 17 de outubro de 2010 | Suriname | 0 — 2     | Guiana                            | André Kamperveen Stadion, Paramaribo  |
| 21:00 (UTC-3)         |          | Relatório | Moore 17' (pen.) · Millington 90' | Público: 2,800 Árbitro: TRI Lee Davis |

### Grupo D
Sede: República Dominicana - 14 a 17 de Outubro.
| Seleção                  | Pts | J | V | E | D | GP | GC | SG  |
| ------------------------ | --- | - | - | - | - | -- | -- | --- |
| Dominica                 | 6   | 2 | 2 | 0 | 0 | 11 | 0  | +11 |
| República Dominicana     | 3   | 2 | 1 | 0 | 1 | 17 | 1  | +16 |
| Ilhas Virgens Britânicas | 0   | 2 | 0 | 0 | 2 | 0  | 27 | -27 |

- Somente o vencedor do grupo avançou a próxima fase.

| 14 de outubro de 2010 | República Dominicana | 17 — 0    | Ilhas Virgens Britânicas | Estádio Panamericano, San Cristóbal    |
| 11:00 (UTC-4)         | Batista 5', 67', 68', 72', 79' · Peralta 22', 43', 77' · Navarro 26', 47', 81' · Reynoso 61', 73' · Severino 64' · Ozuna 82', 90' · Frechilla 90+1' | Relatório |                          | Público: 200 Árbitro: PUR Jesus Lebrón |

| 15 de outubro de 2010 | Ilhas Virgens Britânicas | 0 — 10    | Dominica                                                                               | Estádio Panamericano, San Cristóbal     |
| 16:00 (UTC-4)         |                          | Relatório | Joseph 1', 11', 13' · Benjamin 48', 71', 81', 84', 85' · C. Bertrand 55' · Jervier 87' | Público: 200 Árbitro: PUR Javier Santos |

| 17 de outubro de 2010 | República Dominicana | 0 — 1     | Dominica    | Estádio Panamericano, San Cristóbal    |
| 16:00 (UTC-4)         |                      | Relatório | Derrick 71' | Público: 600 Árbitro: PUR Jesus Lebrón |

### Ranking dos segundos colocados
Os dois melhores segundos colocados dos Grupos A, B e C avançaram para a Segunda Pré-Eliminatória.
| Grupo | Seleção                  | Pts | J | V | E | D | GP | GC | SG |
| ----- | ------------------------ | --- | - | - | - | - | -- | -- | -- |
| C     | Suriname                 | 6   | 3 | 2 | 0 | 1 | 4  | 4  | 0  |
| B     | São Vicente e Granadinas | 5   | 2 | 1 | 2 | 0 | 8  | 1  | +7 |
| A     | Ilhas Caimã              | 4   | 3 | 1 | 1 | 1 | 5  | 4  | +1 |

## Segunda Pré-Eliminatória (Grupos)
A segunda fase contou com 7 equipes do torneio de 2008 (A Jamaica, o vencedor de 2008, já estava qualificada directamente para a fase final) que estavam automaticamente habilitados para essa rodada: Antígua e Barbuda, Cuba, Granada, Guadalupe, Haiti e Trinidad e Tobago. Os três vencedores de cada grupo, juntamente com as três equipes em segundo lugar se classificaram para a Fase Final.

### Grupo E
Sede: Granada - 22 a 26 de Outubro.
| Seleção               | Pts | J | V | E | D | GP | GC | SG |
| --------------------- | --- | - | - | - | - | -- | -- | -- |
| Guadalupe             | 9   | 3 | 3 | 0 | 0 | 8  | 3  | +5 |
| Granada               | 6   | 3 | 2 | 0 | 1 | 5  | 4  | +1 |
| São Cristóvão e Neves | 3   | 3 | 1 | 0 | 2 | 2  | 4  | -2 |
| Porto Rico            | 0   | 3 | 0 | 0 | 3 | 3  | 7  | -4 |

| 22 de outubro de 2010 | São Cristóvão e Neves | 1 — 2     | Guadalupe                   | Grenada National Stadium, St. George's  |
| 15:00 (UTC-4)         | Francis 83' (pen.)    | Relatório | Gendrey 12' · Lambourde 87' | Público: 300 Árbitro: BAR Trevor Taylor |

| 22 de outubro de 2010 | Granada                     | 3 — 1     | Porto Rico | Grenada National Stadium, St. George's |
| 17:00 (UTC-4)         | Bain 44', 68' · Charles 80' | Relatório | Nieves 81' | Árbitro: SUR Enrico Wijngaarde         |

| 24 de outubro de 2010 | Guadalupe                           | 3 — 2     | Porto Rico                    | Grenada National Stadium, St. George's      |
| 15:00 (UTC-4)         | Gendrey 1' · Gotin 10' · Auvray 58' | Relatório | Megaloudis 67' · Villegas 78' | Público: 200 Árbitro: DMA Ignatius Baptiste |

| 24 de outubro de 2010 | Granada        | 2 — 0     | São Cristóvão e Neves | Grenada National Stadium, St. George's     |
| 17:00 (UTC-4)         | Facey 15', 30' | Relatório |                       | Público: 4,786 Árbitro: JAM Kevin Morrison |

| 26 de outubro de 2010 | Porto Rico | 0 — 1     | São Cristóvão e Neves | Grenada National Stadium, St. George's   |
| 15:00 (UTC-4)         |            | Relatório | Francis 90+1'         | Público: 300 Árbitro: JAM Kevin Morrison |

| 26 de outubro de 2010 | Granada | 0 — 3     | Guadalupe                    | Grenada National Stadium, St. George's      |
| 17:00 (UTC-4)         |         | Relatório | Tacita 3', 79' · Gendrey 69' | Público: 300 Árbitro: SUR Enrico Wijngaarde |

### Grupo F
Sede: Trinidad e Tobago - 2 a 6 de Novembro.
| Seleção                  | Pts | J | V | E | D | GP | GC | SG |
| ------------------------ | --- | - | - | - | - | -- | -- | -- |
| Trinidad e Tobago        | 9   | 3 | 3 | 0 | 0 | 12 | 3  | +9 |
| Guiana                   | 4   | 3 | 1 | 1 | 1 | 3  | 2  | +1 |
| Haiti                    | 4   | 3 | 1 | 1 | 1 | 3  | 5  | -2 |
| São Vicente e Granadinas | 0   | 3 | 0 | 0 | 3 | 3  | 11 | -8 |

| 2 de novembro de 2010 | Haiti | 0 — 0     | Guiana | Manny Ramjohn Stadium, Marabella          |
| 18:00 (UTC-4)         |       | Relatório |        | Público: 1,100 Árbitro: BAR Trevor Taylor |

| 2 de novembro de 2010 | Trinidad e Tobago                                        | 6 — 2     | São Vicente e Granadinas    | Manny Ramjohn Stadium, Marabella          |
| 20:30 (UTC-4)         | Jorsling 2', 35', 59' · Baptiste 57', 67' · Hector 90+3' | Relatório | S. Samuel 21' · Stewart 43' | Público: 1,100 Árbitro: JAM Dave Peterkin |

| 4 de novembro de 2010 | São Vicente e Granadinas | 1 — 3     | Haiti                                     | Manny Ramjohn Stadium, Marabella              |
| 18:00 (UTC-4)         | S. Samuel 64'            | Relatório | Norde 45' · Saint-Preux 61' · Charles 83' | Público: 1,100 Árbitro: JAM Courtney Campbell |

| 4 de novembro de 2010 | Trinidad e Tobago          | 2 — 1     | Guiana      | Manny Ramjohn Stadium, Marabella            |
| 20:30 (UTC-4)         | Peltier 34' · Jorsling 42' | Relatório | Beveney 78' | Público: 1,100 Árbitro: JAM Valdin Legister |

| 6 de novembro de 2010 | Guiana                       | 2 — 0     | São Vicente e Granadinas | Manny Ramjohn Stadium, Marabella        |
| 17:00 (UTC-4)         | Millington 57' · Cameron 81' | Relatório |                          | Público: 850 Árbitro: BAR Trevor Taylor |

| 6 de novembro de 2010 | Trinidad e Tobago                           | 4 — 0     | Haiti | Manny Ramjohn Stadium, Marabella        |
| 19:30 (UTC-4)         | Hector 4', 31' · Jorsling 7' · Baptiste 29' | Relatório |       | Público: 850 Árbitro: BAR Trevor Taylor |

### Grupo G
Sede: Antigua e Barbuda - 10 a 14 de Novembro.
| Seleção           | Pts | J | V | E | D | GP | GC | SG |
| ----------------- | --- | - | - | - | - | -- | -- | -- |
| Cuba              | 5   | 3 | 1 | 2 | 0 | 7  | 5  | +2 |
| Antígua e Barbuda | 5   | 3 | 1 | 2 | 0 | 2  | 1  | +1 |
| Suriname          | 4   | 3 | 1 | 1 | 1 | 9  | 5  | +4 |
| Dominica          | 1   | 3 | 0 | 1 | 2 | 2  | 9  | -7 |

| 10 de novembro de 2010 | Cuba                                                            | 4 — 2     | Dominica          | Antigua Recreation Ground, St. John's       |
| 14:30 (UTC-4)          | Coroneaux 9' · R. Fernández 20' · Y. Colomé 27' · Hernández 35' | Relatório | Benjamin 11', 87' | Público: 500 Árbitro: GUY Stanley Lancaster |

| 10 de novembro de 2010 | Antígua e Barbuda         | 2 — 1     | Suriname       | Antigua Recreation Ground, St. John's      |
| 16:30 (UTC-4)          | Burton 17' · Cochrane 63' | Relatório | Emanuelson 33' | Público: 4,000 Árbitro: JAM Kevin Morrison |

| 12 de novembro de 2010 | Suriname                                | 3 — 3     | Cuba                                      | Antigua Recreation Ground, St. John's       |
| 14:30 (UTC-4)          | Christoph 7' · Rijssel 49' · Garden 81' | Relatório | Coroneaux 45' · Cervantes 65' · Ramos 88' | Público: 400 Árbitro: JAM Courtney Campbell |

| 12 de novembro de 2010 | Antígua e Barbuda | 0 — 0     | Dominica | Antigua Recreation Ground, St. John's    |
| 16:30 (UTC-4)          |                   | Relatório |          | Público: 5,637 Árbitro: JAM Lewin Purser |

| 14 de novembro de 2010 | Dominica | 0 — 5     | Suriname                                                                   | Antigua Recreation Ground, St. John's       |
| 14:30 (UTC-4)          |          | Relatório | Kwasie 45' · Vlijter 46' · Limón 56' · Emanuelson 75' · Rijssel 87' (pen.) | Público: 500 Árbitro: GUY Stanley Lancaster |

| 14 de novembro de 2010 | Antígua e Barbuda | 0 — 0     | Cuba | Antigua Recreation Ground, St. John's       |
| 16:30 (UTC-4)          |                   | Relatório |      | Público: 500 Árbitro: JAM Courtney Campbell |

## Fase Final de Grupos
A Fase Final foi disputada na Martinica a partir de 26 de novembro - 5 de dezembro. Composta por dois grupos de quatro, e as duas melhores equipes de cada grupo avançaram às semifinais. Jamaica e Martinica estavam automaticamente qualificadas para a fase final de grupos como detentor do título e anfitrião, respectivamente.

### Grupo H
| Seleção           | Pts | J | V | E | D | GP | GC | SG |
| ----------------- | --- | - | - | - | - | -- | -- | -- |
| Cuba              | 7   | 3 | 2 | 1 | 0 | 3  | 0  | +3 |
| Granada           | 5   | 3 | 1 | 2 | 0 | 2  | 1  | +1 |
| Trinidad e Tobago | 3   | 3 | 1 | 0 | 2 | 1  | 3  | -2 |
| Martinica         | 1   | 3 | 0 | 1 | 2 | 1  | 3  | -2 |

| 26 de novembro de 2010 | Trinidad e Tobago | 0 — 2     | Cuba                        | Stade Pierre-Aliker, Fort-de-France           |
| 18:00 (UTC-4)          |                   | Relatório | J. Colomé 23' · Linares 79' | Público: 5,000 Árbitro: GUY Stanley Lancaster |

| 26 de novembro de 2010 | Martinica        | 1 — 1     | Granada  | Stade Pierre-Aliker, Fort-de-France       |
| 20:30 (UTC-4)          | Goron 79' (pen.) | Relatório | Bain 29' | Público: 6,000 Árbitro: JAM Raymond Bogle |

| 28 de novembro de 2010 | Granada  | 1 — 0     | Trinidad e Tobago | Stade Pierre-Aliker, Fort-de-France |
| 16:00 (UTC-4)          | Bain 69' | Relatório |                   | Público: 500 Árbitro: CRC Hugo Cruz |

| 28 de novembro de 2010 | Martinica | 0 — 1     | Cuba        | Stade Pierre-Aliker, Fort-de-France     |
| 18:30 (UTC-4)          |           | Relatório | Márquez 28' | Público: 500 Árbitro: BRB Trevor Taylor |

| 30 de novembro de 2010 | Cuba | 0 — 0     | Granada | Stade Pierre-Aliker, Fort-de-France       |
| 18:00 (UTC-4)          |      | Relatório |         | Público: 2,000 Árbitro: JAM Raymond Bogle |

| 30 de novembro de 2010 | Martinica | 0 — 1     | Trinidad e Tobago | Stade Pierre-Aliker, Fort-de-France       |
| 20:30 (UTC-4)          |           | Relatório | Hector 47'        | Público: 2,000 Árbitro: BRB Trevor Taylor |

### Grupo I
| Seleção           | Pts | J | V | E | D | GP | GC | SG |
| ----------------- | --- | - | - | - | - | -- | -- | -- |
| Jamaica           | 9   | 3 | 3 | 0 | 0 | 9  | 1  | +8 |
| Guadalupe         | 4   | 3 | 1 | 1 | 1 | 2  | 3  | -1 |
| Antígua e Barbuda | 3   | 3 | 1 | 0 | 2 | 2  | 4  | -2 |
| Guiana            | 1   | 3 | 0 | 1 | 2 | 1  | 6  | -5 |

| 27 de novembro de 2010 | Guiana        | 1 — 1     | Guadalupe | Stade En Camée, Rivière-Pilote        |
| 17:00 (UTC-4)          | D. Jacobs 86' | Relatório | Loval 70' | Público: 2,500 Árbitro: TRI Lee Davis |

| 27 de novembro de 2010 | Jamaica                         | 3 — 1     | Antígua e Barbuda | Stade En Camée, Rivière-Pilote                |
| 19:30 (UTC-4)          | Shelton 14', 37' · Richards 40' | Relatório | Gregory 49'       | Público: 3,000 Árbitro: SUR Enrico Wijngaarde |

| 29 de novembro de 2010 | Antígua e Barbuda | 1 — 0     | Guiana | Stade En Camée, Rivière-Pilote                |
| 18:00 (UTC-4)          | Gregory 69'       | Relatório |        | Público: 3,000 Árbitro: SUR Enrico Wijngaarde |

| 29 de novembro de 2010 | Guadalupe | 0 — 2     | Jamaica                     | Stade En Camée, Rivière-Pilote                       |
| 20:30 (UTC-4)          |           | Relatório | Francis 53' · Johnson 90+3' | Público: 3,000 Árbitro: GUA Walter López Castellanos |

| 1 de dezembro de 2010 | Guadalupe     | 1 — 0     | Antígua e Barbuda | Stade En Camée, Rivière-Pilote                       |
| 18:00 (UTC-4)         | Lambourde 41' | Relatório |                   | Público: 3,000 Árbitro: GUA Walter López Castellanos |

| 1 de dezembro de 2010 | Guiana | 0 — 4     | Jamaica                                     | Stade En Camée, Rivière-Pilote        |
| 20:30 (UTC-4)         |        | Relatório | Richards 42' · Morgan 49', 75' · Vernan 90' | Público: 3,000 Árbitro: CRC Hugo Cruz |

## Semifinais e Final
|  | Semifinais                     | Semifinais                     |       |                                | Final                          | Final |  |
|  |                                |                                |       |                                |                                |       |  |
|  | 3 de dezembro - Fort-de-France |                                |       |                                |                                |       |  |
|  | Cuba                           | 1                              |       |                                |                                |       |  |
|  | Guadalupe                      | 2                              |       |                                |                                |       |  |
|  |                                |                                |       |                                |                                |       |  |
|  |                                |                                |       |                                | 5 de dezembro - Fort-de-France |       |  |
|  |                                |                                |       |                                | Guadalupe                      | 1 (4) |  |
|  |                                | Jamaica(pen.)                  | 1 (5) |                                |                                |       |  |
|  |                                |                                |       |                                |                                |       |  |
|  |                                |                                |       |                                |                                |       |  |
|  |                                |                                |       |                                | Terceiro lugar                 |       |  |
|  | 3 de dezembro - Fort-de-France | 3 de dezembro - Fort-de-France |       | 5 de dezembro - Fort-de-France | 5 de dezembro - Fort-de-France |       |  |
|  | Jamaica(pro)                   | 2                              |       | Granada                        | 0                              |       |  |
|  | Granada                        | 1                              |       |                                | Cuba                           | 1     |  |

### Semifinais
| 3 de dezembro de 2010 | Cuba             | 1 — 2     | Guadalupe                          | Stade Pierre-Aliker, Fort-de-France           |
| 17:30 (UTC-4)         | R. Fernández 34' | Relatório | Gendrey 55' (pen.) · Lambourde 78' | Público: 2,000 Árbitro: SUR Enrico Wijngaarde |

| 3 de dezembro de 2010 | Jamaica                 | 2 — 1 (pro) | Granada  | Stade Pierre-Aliker, Fort-de-France       |
| 20:30 (UTC-4)         | Richards 7' · Smith 96' | Relatório   | Bain 13' | Público: 4,000 Árbitro: BRB Trevor Taylor |

### Disputa pelo 3º lugar
| 5 de dezembro de 2010 | Granada | 0 — 1     | Cuba        | Stade Pierre-Aliker, Fort-de-France                  |
| 16:00 (UTC-4)         |         | Relatório | Linares 12' | Público: 4,000 Árbitro: GUA Walter López Castellanos |

### Final
| 5 de dezembro de 2010 | Guadalupe | 1 — 1 (pro) (4 — 5 pen.) | Jamaica      | Stade Pierre-Aliker, Fort-de-France           |
| 19:00 (UTC-4)         | Gotin 37' | Relatório                | Cummings 32' | Público: 4,000 Árbitro: SUR Enrico Wijngaarde |

|                                                 |       | Penalidades                          |  |
| Clavier Gendrey Collet Antoine-Curier Lambourde | 4 — 5 | Austin Shelton Woodbine Vernan Smith |  |

| Copa do Caribe de 2010         |
| ------------------------------ |
| Jamaica Campeã (Quinto título) |

## Artilharia
Apenas na Fase Final da Competição.
3 goals
- GRN Kithson Bain
- JAM Dane Richards

2 goals
- ATG Gayson Gregory
- CUB Roberto Linares
- GPE Jean-Luc Lambourde
- JAM Marvin Morgan, Jr.
- JAM Luton Shelton

1 goal
| - CUB Jaime Colomé - CUB Reysander Fernández - CUB Yénier Márquez - GPE Grégory Gendrey - GPE Ludovic Gotin | - GPE Loïc Loval - GUY Dwain Jacobs - JAM Omar Cummings - JAM Shaun Francis - JAM Ryan Johnson | - JAM Troy Smith - JAM Eric Vernan - MTQ José-Thierry Goron - TRI Hughton Hector |